# نئو
نئو (به انگلیسی: Neo، متولد با نام توماس اِی اندرسون، همچنین شناخته‌شده به نام «The One») یک شخصیت تخیلی و قهرمان مجموعه ماتریکس است که توسط واچوفسکی‌ها خلق شده‌است. کیانو ریوز او را به عنوان یک مجرم سایبری و برنامه‌نویس رایانه‌ای در این فیلم‌ها و همچنین در نقشی کوتاه در انیماتریکس، به تصویر کشیده‌است. اندرو بوون صدای نئو را در ماتریکس: راه نئو ارائه کرد. در سال ۲۰۲۱، ریوز نقش خود را در فیلم رستاخیزهای ماتریکس با چیزی که والچر آن را «تیپ منحصر به فرد جان ویک او» می‌خواند، تکرار خواهد کرد.
نئو در سال ۲۰۰۸، توسط امپایر به عنوان شصت و هشتمین شخصیت برتر فیلم در تمام دوران انتخاب شد. واژهٔ «Neo» یک واروواژه از «One» است، که اشاره به سرنوشت او برای اینکه کسی باشد که صلح را به ارمغان می‌آورد، دارد. ادعاهایی وجود دارند که یک کلوپ شبانه در شیکاگو از نام این شخصیت الهام گرفته‌است. نئو به عنوان یک ابرقهرمان در نظر گرفته می‌شود.

## زندگی‌نامه
توماس اِی اندرسون (به انگلیسی: Thomas A. Anderson) در ۱۱ مارس ۱۹۶۲ با توجه به سابقه کیفری خود یا در ۱۳ سپتامبر ۱۹۷۱ بر اساس پاسپورتش (هر دو در فیلم دیده می‌شوند) در لوور داون‌تاون، کپیتال سیتی، ایالات متحده به دنیا آمد. مادرش میشل مک‌گی (نام کارگردان هنری فیلم اول) و پدرش جان اندرسون بود. او در دبیرستان سنترال وست و اوون پترسون (به نام طراح تولید فیلم) شرکت کرد. او در دبیرستان در دروس علوم، ریاضی و کامپیوتر سرآمد بود و در ادبیات و تاریخ استعداد نشان داد. اگر چه او در سیزده تا چهارده سالگی مشکلات انضباطی داشت، اندرسون از طریق مشارکت در فوتبال و هاکی به عضوی محترم جامعه مدرسه تبدیل شد.
در ابتدای سری، نئو یکی از میلیاردها انسانی است که به صورت عصبی به ماتریکس متصل هستند، غافل از اینکه دنیایی که در آن زندگی می‌کند یک واقعیت شبیه‌سازی است.

### ماتریکس

نئو در کنار ترینینی، مورفئوس و سایفر در ماتریکس (۱۹۹۹) اولین فیلم از مجموعه

او در زندگی عادی خود یک برنامه‌نویس آرام برای «شرکت نرم‌افزاری معتبر» متا کورتکس است. او در اوقات فراغت یک هکر رایانه است که به‌طور غیرقانونی به سیستم‌های رایانه ای نفوذ می‌کند و اطلاعات را تحت نام مستعار هکرش «Neo» سرقت می‌کند. او همچنین سیستم‌های رایانه‌ای غیرقانونی غیرقابل ردیابی و برنامه‌های هک را به همراه کنترل ویروس‌های رایانه‌ای که روی سی‌دی‌ها و دیسک‌ها پنهان شده‌اند می‌فروشد. اندرسون در طول مدتی که به عنوان یک هکر فعالیت می‌کرد، چیزی را که فقط به عنوان نام «ماتریکس» می‌شناخت.
در طول سال‌های قبل از رویدادهای ماتریکس، نئو وقت خود را صرف یافتن مردی کرده‌است که فکر می‌کرد می‌تواند به او بگوید ماتریکس چیست: یک تروریست فرضی که فقط به عنوان مورفئوس شناخته می‌شود. پس از برخورد با هکری دیگر، ترینیتی، اندرسون به‌طور ناگهانی تماسی از مورفئوس از طریق یک تلفن همراه که از طریق پست به دفتر او داده شده، دریافت می‌کند اما تقریباً بلافاصله توسط مأمور واقعیت مجازی، به رهبری مامور اسمیت دستگیر می‌شود. پس از امتناع از همکاری، مأموران یک باگ الکترونیکی را در بدن شبیه‌سازی شده ماتریکس نئو کار گذاشتند تا بتوانند اقدامات او را ردیابی کرده و کسانی که به دنبال برقراری تماس از دنیای آزاد هستند، ردیابی و نابود شوند. سپس ترینیتی با او تماس می‌گیرد، او را از باگ آزاد می‌کند و آنها به ملاقات با مورفئوس می‌روند.
به نئو یک انتخاب پیشنهاد می‌شود که در زندگی روزمره خود بماند و ماتریکس را فراموش کند یا یاد بگیرد که ماتریکس واقعاً چیست. او با انتخاب اینکه بفهمد ماتریکس واقعاً چیست، یک دارو مصرف می‌کند (که معمولاً به آن «قرص قرمز» می‌گویند، که در واقع برنامه ای است که برای برهم زدن ارتباط عصبی ذهن او با ماتریکس طراحی شده‌است و پیدا کردن بدن واقعی او را آسان‌تر کرده و او را در دنیای واقعی بیدار می‌کند. او از خواب بیدار می‌شود و با نگرانی خود را برهنه، ضعیف و بدون مو در غلافی پر از مایع آمنیوتیک مصنوعی می‌بیند. او همچنین متوجه می‌شود که از طریق تعدادی کابل که به بدنش پیوند زده می‌شود، به یک سری کابل‌های ضخیم متصل است، از جمله یکی که مستقیماً به پایه جمجمه‌اش متصل می‌شود که بعداً به عنوان وسیله‌ای که ذهنش از طریق آن کار می‌کرد توضیح داده شد. به محض «تولد» او در دنیای واقعی، او توسط ماشینی کشف می‌شود که گردن او را می‌گیرد و همه شاخه‌ها و کابل‌هایش را جدا می‌کند و او را از مخزن مایع خود خارج کرده و به فاضلاب سرد زیر سطح زمین می‌فرستد.
نئو توسط مورفئوس نجات می‌یابد و بدنش از اثرات آتروفی ناشی از درون غلاف بهبود می‌یابد. هنگامی که نئو به هوش می‌آید و می‌تواند راه برود، مورفئوس به نئو حقیقت را در مورد ماتریکس می‌گوید: این یک دنیای شبیه‌سازی شده‌است که انسان‌ها به آن متصل هستند، و آن را «زندانی برای ذهن شما» می‌خواند. این حقیقت برای انسان‌ها ناشناخته است و اجسام آنها به عنوان منبع انرژی برای نژاد ماشین‌های حساسی که از قضا، خود بشریت خلق کرده‌است، استفاده می‌شود. او همچنین به نئو دربارهٔ «The One» می‌گوید، انسانی با قدرت دستکاری ماتریکس، که پیش‌بینی شده بود جنگ بین انسان‌ها و ماشین‌ها را پایان دهد، و می‌گوید که معتقد است نئو همان «The One» است.
روز بعد، نئو آموزش خود را آغاز می‌کند و با بارگذاری برنامه‌های آموزشی مختلف به‌طور مستقیم در مغزش، در بسیاری از اشکال جنگ و همچنین عملیات‌های خودرو و سلاح آگاه می‌شود. او همچنین از مورفئوس در مورد موضوعاتی مانند «آزاد کردن ذهنش» از محدودیت‌های ماتریکس، در اصل غلبه بر موتور فیزیک که ماتریکس روی آن کار می‌کند، دستورالعمل‌های بیشتری دریافت می‌کند. او همچنین از وجود مأموران آن آگاه است، برنامه‌هایی که توسط ماشین‌ها برای حفظ نظم و تسلط بر نژاد بشر طراحی شده‌اند، که با توانایی‌هایی مانند جاخالی دادن گلوله، دویدن با سرعت‌های بالا، پریدن از مسافت‌های دور و تسخیر فیزیکی افراد ایجاد شده‌اند و حتی اگر در داخل ماتریکس کشته شوند، به سادگی میزبان جدیدی برای غلبه پیدا می‌کنند.
پس از چند روز سوار شدن بر هاورکرافت مورفئوس، نبوکانازر، نئو برای ملاقات با اوراکل، که قدرت آینده نگری در دنیای شبیه‌سازی شده دارد، بُرده می‌شود. اوراکل به او می‌گوید که او «استعدادش» را دارد، اما به نظر می‌رسد که منتظر چیزی باشد و در زندگی کنونی خودش نیست. اوراکل به او هشدار می‌دهد که موقعیتی پیش خواهد آمد که او باید بین نجات جان خود یا مورفئوس یکی را انتخاب کند.
با بازگشت از اوراکل به یک تلفن ثابت، که به عنوان خروجی «قرص قرمزها» از ماتریکس عمل می‌کند، خدمه کشتی مورفئوس توسط سایفر مورد خیانت قرار می‌گیرند. سایفر که همچنین یک «قرص قرمز» است، مایل است در ازای این کار، مورفئوس را به مأموران تحویل بدهد و وعدهٔ پاک شدن ذهنش و اتصال مجدد دائمی به ماتریکس به عنوان فراری از تاریکی دنیای واقعی را گرفته‌است. در ماتریکس، نیروهای سوات ماوس را می‌کشند. سایفر بیرون می‌رود و یک تفنگ رعد و برق واقعی را می‌گیرد و تَنک را مجروح و دوزر را می‌کشد. او ای‌پاک و سویچ را که همچنان در جک هستند، با قطع پیش از موعد ارتباطاتشان می‌کشد. در ماتریکس، اسمیت مورفئوس را شکست داده و اسیر می‌کند. نئو و ترینیتی سعی می‌کنند بیرون بیایند، اما سایفر تهدید می‌کند که آنها را هم از برق جدا می‌کند، اما وقتی تَنک بهبود می‌یابد، مانع می‌شود، سایفر را می‌کشد و به نئو و ترینیتی کمک می‌کند که بیرون بیایند.
نئو می‌آموزد که مأموران به دنبال هک کردن مغز مورفئوس هستند تا او را مجبور کنند که کدهای دسترسی به رایانه مرکزی در آخرین پناهگاه بشریت، شهر زایون، را به آنها بگوید. نئو پس از خودداری از قربانی کردن مورفئوس برای جلوگیری از این امر، تصمیم می‌گیرد به ساختمانی که در آن نگهداری می‌شود حمله کند. او و ترینیتی برای رسیدن به سقف ساختمان مبارزه می‌کنند، جایی که با مأمور جونز روبرو می‌شوند. نئو دو خشاب کامل را روی جونز تخلیه می‌کند، زیرا او بدون زحمت از هر گلوله طفره می‌رود. هنگامی که جونز به آتش پاسخ می‌دهد، نئو ثابت می‌کند که خودش می‌تواند از گلوله‌ها طفره رود، به گونه ای حرکت می‌کند که فقط یک مأمور قادر به انجام آن است، اگرچه او هنوز به سرعت آنها نیست، زیرا یک گلوله به پایش می‌خورد. ترینیتی سپس به جونز در فاصله نقطه خالی شلیک می‌کند. نئو و ترینیتی با استفاده از هلیکوپتر مسلح، مورفئوس را با موفقیت نجات دادند. از آنجایی که نئو به تازگی رفقای خود را با موفقیت از ساختمانی که توسط محافظان و مأموران به شدت مسلح محافظت می‌شود (که تصور می‌شود یک شاهکار بی‌سابقه است) نجات داده‌است، تَنک و مورفئوس هر دو معتقد می‌شوند که نئو واقعاً «The One» است. نئو سعی می‌کند آنچه را که اوراکل به او گفته‌است به مورفئوس بگوید، اما مورفئوس توضیح می‌دهد که او به نئو همان چیزی را گفته‌است که او باید بشنود: اگر او معتقد بود که او «The One» است، احتمالاً برای نجات تلاش نمی‌کرد، که گامی ضروری برای ظهور به عنوان «The One» برای او بود.
با رسیدن به تلفن ثابت، مورفئوس و ترینیتی به دنیای واقعی بازمی‌گردند، اما نئو توسط مأمور اسمیت به دام می‌افتد. ترینیتی به نئو توصیه می‌کند که بدود، اما او با این باور که ممکن است او «The One» باشد، ایستادگی می‌کند. هر دوی آنها اسلحه می‌کشند و آنها را خالی شلیک می‌کنند، اما می‌توانند بدون زحمت از آتش یکدیگر طفره بروند. نئو به طرز ماهرانه ای اسمیت را در نبرد تن به تن درگیر می‌کند و تقریباً به نظر می‌رسد که با اسمیت برابری کند. در نهایت نئو برای مدت کوتاهی ناتوان می‌شود و با نزدیک شدن قطار مترو توسط اسمیت نگه داشته می‌شود، اما در آخرین لحظه او می‌تواند آزاد شود و روی سکو به عقب برگردد و اسمیت را زیر پا بگذارد. با این حال، مأمور جسد رانندهٔ قطار را در اختیار گرفته و از قطار بیرون می‌آید و نئو، با فهمیدن اینکه توانایی مأموران برای داشتن بدن‌های دیگر باعث می‌شود این مبارزه‌ای باشد که او نمی‌تواند پیروز شود، از ایستگاه مترو فرار می‌کند.
نئو که توسط اسمیت و مأموران همکارش تعقیب می‌شود، می‌تواند از آنها فرار کند و به محل تلفن ثابت برسد، فقط برای اینکه در کمین اسمیت قرار بگیرد و به قفسه سینه‌اش شلیک شود. ترینیتی، با دیدن مرگ نئو در دنیای واقعی در حالی که ذهنش هنوز در ماتریکس است، به بدن آشکارا بی جان او می‌گوید که اوراکل پیش‌بینی کرده بود که او عاشق «The One» خواهد شد. هنگامی که ترینیتی او را می‌بوسد، نئو به زندگی بازمی‌گردد و در نهایت به‌طور کامل به عنوان «The One» ظاهر می‌شود. هنگامی که مأموران دوباره سعی می‌کنند او را بکشند، نئو به سادگی دست خود را بالا می‌برد و گلوله‌ها در هوا یخ می‌زنند، سپس به‌طور بی خطر روی زمین می‌افتند. سپس نشان داده می‌شود که او قادر به درک، تفسیر و تغییر کد کامپیوتری ماتریکس است. او با اعتقاد کامل به قدرت‌های تازه کشف شده خود، قبل از اینکه خود را به زور وارد بدن مأمور کند و آن را از درون نابود کند، بدون هیچ زحمتی از مأمور اسمیت دفاع می‌کند. دو مأمور دیگر به سرعت فرار می‌کنند.
سپس نئو در حال ارسال پیامی برای دستگاه‌ها از طریق تلفن مشاهده می‌شود. هشداری مبنی بر اینکه او قصد دارد با آزاد کردن هرچه بیشتر ذهن انسان‌ها با ماشین‌ها مخالفت کند. او سپس تلفن را قطع می‌کند و به آسمان پرواز می‌کند و اکنون آخرین دگردیسی خود را برای تبدیل شدن به «The One» به‌طور کامل انجام داده‌است.

### بارگذاری مجدد ماتریکس

نئو در کنار ترینینی در بارگذاری مجدد ماتریکس (۲۰۰۳)

تقریباً شش ماه از وقایع فیلم اول می‌گذرد، و نئو اکنون به توانایی‌های خود به عنوان «The One» کاملاً اطمینان دارد که می‌تواند دنیای مصنوعی درون ماتریکس را تا حد زیادی دستکاری کند. او دیگر نیازی به سلاح گرم ندارد و صرفاً به نبرد تن به تن متکی است. توانایی او در تأثیرگذاری بر کدگذاری ماتریکس به او اجازه می‌دهد تا آتش دریافتی از چندین مهاجم را متوقف کند. او که در وقایع ماتریکس کتی سیاه و بلند و پیراهنی سیاه به تن داشت، اکنون یک قبای بلند با یقه ماندارین به تن دارد که به او ظاهر یک کشیش یا اسقف را می‌دهد. او و ترینیتی اکنون معشوقه هستند. نئو به دنبال مشاوره بیشتر از اوراکل است، زیرا از هدف خود مطمئن نیست، در حالی که زایون برای حمله گسترده توسط ماشین‌ها از بیش از ۲۵۰٬۰۰۰ سنتینل آماده می‌شود که تعداد آنها دقیقاً به نسبت جمعیت دویست‌وپنجاه‌هزار نفری شهر زایون است. اوراکل او را به جستجوی یافتن کلیدساز هدایت می‌کند، برنامه ای که به درهای پشتی متعددی در سیستم دسترسی دارد. کلیدساز می‌تواند نئو را با خیال راحت به کد منبع، قلب برنامه‌نویسی دنیای ماشین، هدایت کند که شامل برنامه‌هایی است که ماتریکس را حفظ می‌کنند.
پس از خروج اوراکل، مأمور اسمیت ظاهر می‌شود و مشخص می‌شود که نئو اسمیت را با شکستن او از بقیه کد ماتریکس جدا کرده‌است که به او زندگی مستقل از سیستم‌های ماشین داده‌است و اکنون هر دوی آنها با یکدیگر یک «ارتباط» را به اشتراک می‌گذارند. اسمیت دیگر مأمور ماتریکس نیست، بلکه بیشتر شبیه ویروس شده‌است و می‌تواند کد خود را در سیستم‌های دیگر وارد کند و برنامه‌های دیگر و ذهن انسان را آلوده کند تا از خودش کپی کند. نئو صدها نفر از این اسمیت‌ها را دفع کرده و فرار می‌کند. بعداً، او، مورفیوس و ترینیتی کلیدساز را از نگهبانش، مرووینگیان می‌دزدند. در طول این مدت، نئو برای مبارزه با مردان مرووینگیان پشت سر می‌ماند و از دیگران جدا می‌شود و در عمارت مرووینگیان پانصد مایل دورتر در کوه‌ها به دام می‌افتد. او برای کمک به آنها پرواز می‌کند و فقط به موقع می‌رسد تا مورفئوس و کلیدساز را از دست دو مأمور که دو کامیون را با هم تصادف می‌کنند نجات دهد.
معمار به نئو توضیحی کاملاً متفاوت از منشأ و هدفش ارائه می‌دهد و ادعا می‌کند که نئو در واقع ششمین «One» است. او ادامه می‌دهد که زایون قبلاً پنج بار توسط ماشین‌ها نابود شده‌است؛ در مواجهه با معضل اجازه دادن به نابودی بشریت یا اجازه دادن به وضعیت موجود ترجیحی ماشین‌ها برای بازسازی، پنج فرد قبل از نئو قبل از اینکه به آنها اجازه داده شود زایون را با تعداد انگشت شماری از انسان‌های آزاد شده بازسازی کنند، به بارگذاری مجدد، یا راه‌اندازی مجدد ماتریکس کمک کرده بودند. او توضیح می‌دهد که ماتریکس بر این چرخهٔ مکرر تخریب و بازسازی استوار است تا ذهن انسان را که به آن نیرو می‌دهد در یک ساختار پایدار نگه دارد، زیرا هر انسانی واقعیت شبیه‌سازی شده را نمی‌پذیرد و اگر تعداد کافی از آنها انباشته شود، می‌تواند منجر به فاجعهٔ بزرگی شود؛ سقوط سیستم ماتریکس و انقراض متعاقب بشریت و ماشین‌ها. او بیان می‌کند که اوراکل و خود معمار بخشی از طراحی خود ماندگار ماتریکس هستند و پیش‌گویی‌ها در مورد «The One» به گونه‌ای طراحی شده‌است که اطمینان حاصل شود که هر بار بدون مشکل اجرا شود.
معمار به نئو هشدار می‌دهد که اگر برای بارگذاری مجدد ماتریکس وارد در منبع نشود، تمام زندگی بشریت در داخل و خارج از ماتریکس نابود خواهد شد، اما برخلاف پیشینیان خود، نئو وارد در منبع نمی‌شود. او تصمیم می‌گیرد هشدارهای وحشتناک معمار در مورد عواقب را باور نکند و در عوض ترینیتی را نجات دهد. با بازگشت به ماتریکس، او ترینیتی را در حالی که از پنجره طبقه بالایی یک نیروگاه می‌افتد، می‌گیرد. ترینیتی بر اثر اصابت گلوله به قلبش که در هنگام سقوط متحمل می‌شود می‌میرد، اما نئو با رسیدن به بدن مجازی‌اش، با برداشتن گلوله و راه‌اندازی مجدد قلبش، او را به زندگی بازمی‌گرداند.
آنها با هم از ماتریکس خارج می‌شوند و به دنیای واقعی بازمی‌گردند. نئو به مورفیوس می‌گوید که پیشگویی صرفاً یک سیستم کنترلی دیگر بود و نابودی زایون قریب‌الوقوع است. گروهی از سنتینل‌ها شروع به همگرایی در هاورکرافت خود می‌کنند، بنابراین نئو و دیگران مجبور می‌شوند آن را رها کرده و با نابودی آن فرار کنند. هنگامی که آنها فرار می‌کنند، نئو ناگهان متوجه می‌شود که اکنون می‌تواند نگهبانان را حس کند و آنها را از طریق تله پاتی خاموش می‌کند. با این حال، تلاش باعث می‌شود او بیهوش شود. او و خدمه توسط هاورکرافت مولنیر (همچنین معروف به هَمِر) نجات می‌یابند، که خدمه آن با معمایی در مورد شخصی به نام بِین، یک خدمه از کشتی دیگر که تنها بازمانده یک حمله است، درگیر هستند. بدون اطلاع کسی، ذهن بین توسط اسمیت در نقطه‌ای از وقایع فیلم نابود شد که طی آن اسمیت روی آواتار بین خود را بازنویسی کرد و عملاً بین را کشت و هنگامی که او از برق خارج شد، او بدن واقعی بین را تصاحب کرد.

### انقلاب‌های ماتریکس

نئو در کنار ترینینی در انقلاب‌های ماتریکس (۲۰۰۳)

انقلاب‌های ماتریکس بلافاصله پس از وقایع فیلم دوم آغاز می‌شود. در نتیجه مبارزه با نگهبانان، نئو به هوشیاری بازمی‌گردد و خود را در برزخ ایزوله مانند ایستگاه قطار می‌بیند که فقط به دستور مرووینگین قابل دسترسی است و ذهنش قادر به رهایی از آن نیست. در اینجا است که او با ساتی، برنامه جوانی که بدون هدف ساخته شده‌است، آشنا می‌شود که توسط والدینش که آنها نیز برنامه‌هایی در دنیای ماشین هستند، به صورت قاچاق وارد ماتریکس می‌شود. نئو تا زمان آزادی توسط ترینیتی (با کمک مورفیوس و سراف) که مرووینگیان را در یک بن‌بست مکزیکی تهدید می‌کند، در دام می‌ماند.
پس از آخرین بازدید از اوراکل، نئو متوجه می‌شود که قدرتی بر ماشین‌هایی دارد که فراتر از ماتریکس هستند و اسمیت در حال گسترش است و تهدید به نابودی ماتریکس و دنیای واقعی می‌کند. با تکیه بر توضیحات قبلی اوراکل در مورد ماهیت انتخاب، نئو متوجه می‌شود که ادعای معمار مبنی بر اینکه انتخاب او برای نجات ترینیتی ذاتاً منجر به انقراض نوع بشر می‌شود نادرست است، زیرا طبیعت او به عنوان یک موجود کاملاً ریاضی، او را از دیدن انتخاب‌های گذشته که توسط انسان‌ها انجام می‌شود ناتوان می‌کند زیرا او آنها را صرفاً متغیرهایی در معادلات می‌داند. اوراکل پس از اینکه به نئو گفت که اکنون قدرت انتخاب برای پایان دادن به جنگ و شکست دادن اسمیت را دارد، می‌گوید: «نئو، هر چیزی که یک آغاز دارد، یک پایان دارد» و به او اطلاع می‌دهد که او باید برای تحقق صلح واقعی، به دنیای واقعی به شهر ماشینی، که به شدت محافظت می‌شود، سفر کند تا با ماشین‌ها به منظور نجات هر دو نژاد از انقراض به دلیل فعالیت‌های اسمیت آتش‌بس کند. بلافاصله پس از خروج نئو، ده‌ها اسمیت می‌آیند و سراف، ساتی و اوراکل را جذب می‌کنند.
به نئو و ترینیتی لوگوس داده می‌شود، یک هواناو که توسط معشوقه سابق مورفیوس، نیوب، فرماندهی می‌شود، در سفری که به نظر دیگران سفری انتحاری به شهر ماشین است. در حالی که زایان تحت حمله و محاصره ماشین‌ها است، کاپیتان رولاند و لینک و مورفیوس، تنها بازماندگان از خدمه نبوکانازر در هواناو همر/ مولنیر به زایان بازمی‌گردند. نئو و ترینیتی توسط بین/اسمیت غافلگیر کمین می‌شوند که نئو را با کابل برقی کور می‌کند، اما زمانی که نئو توانایی «دیدن» برنامه‌ها و ماشین‌ها را مستقل از بینایی خود کشف می‌کند، کشته می‌شود و نشان می‌دهد که «دنیای واقعی» خارج از ماتریکس فقط یک لایه دیگر از شبیه‌سازی است. نئو با ترینیتی به عنوان خلبان، لوگوس را از خط دفاعی شهر ماشین هدایت می‌کند، اما در تلاشی که لوگوس سقوط کند، ترینیتی جراحات مرگباری را متحمل می‌شود و می‌میرد.
نئو با دِی یِس اکس ماکینا، یک سازه ماشین غول پیکر و رهبر دفاکتو ماشین‌ها روبرو می‌شود. او در ازای آتش‌بس، شکست و نابودی اسمیت را به دِی یِس پیشنهاد می‌کند. پیشنهاد پذیرفته می‌شود؛ نئو وارد ماتریکس می‌شود تا متوجه شود که اسمیت از خود در سراسر جهان شبیه‌سازی شده کپی کرده‌است و اکنون واقعاً امنیت و ثبات ماتریکس را تهدید می‌کند. یکی از کپی‌های اسمیت، با جذب اوراکل و به دست آوردن آزادی و کنترل بر دنیای مجازی به اندازه نئو، به تنهایی با نئو روبرو می‌شود. برای مدتی، این دو به‌طور مساوی و بدون هیچ مزیت واقعی مبارزه می‌کنند، اما در نهایت، اسمیت خستگی ناپذیر شروع به فرسودگی نئو می‌کند و کنترل مبارزه را به دست می‌گیرد. نئو با درک اینکه نمی‌تواند با زور وحشیانه پیروز شود، به اسمیت اجازه می‌دهد تا او را جذب کند، که ماشین‌ها را قادر می‌سازد تا ویروس اسمیت را مستقیماً از طریق بدن او ریشه کن کنند. متأسفانه این فرایند نئو را نیز از بین می‌برد.
جسد نئو توسط ماشین‌ها در شهر ماشین گرفته می‌شود، در حالی که در پایین‌تر در زاین، ماشین‌ها حمله خود را متوقف می‌کنند و به احترام صلحی که نئو مبادله کرده بود، می‌روند. ماتریکس مجدداً راه اندازی می‌شود و طلوع زیبای خورشید در افق ظاهر می‌شود که توسط ساتی به افتخار نئو ایجاد شده‌است.

### رستاخیزهای ماتریکس

نئو در کنار ترینینی و نسخه‌های جدید شخصیت‌های ماتریکس در رستاخیزهای ماتریکس (۲۰۲۱)